# SiTB CFe 3/4
Als CFe 3/4 wurde der 1930 an die Sihltalbahn (SiTB) gelieferte elektrische Triebwagen bezeichnet. Der Triebwagen wurden von der Schweizerischen Wagonfabrik Schlieren (SWS) und Maschinenfabrik Oerlikon (MFO) hergestellt.

## Technisches
Der mechanische Teil und Wagenkasten wurden von der SWS geliefert, die elektrische Ausrüstung von der MFO.
Er war eine Weiterentwicklung der 1924 gelieferten CFe 2/4, auch besass er wie die De 3/3 drei Fahrmotoren. So hatte er gegenüber dem CFe 2/4 einen 2,4 Meter längeren Wagenkasten, der es erlaubt, die elektrische Apparatekästen vom Wagenboden ins Wageninnere zu verlegen. Elektrisch entsprach er weitestgehend der De 3/3, dessen Ersatzfahrzeug er war. Über jedem Drehgestell befand sich auf dem Dach ein Stromabnehmer. 
Die Höchstgeschwindigkeit betrug von Anfang an 50 km/h.
Nach einer Kollision wurde er umgebaut und kam, nun fähig mit den neuen Steuerwagen in Vielfachsteuerung zu verkehren, in rotem Anstrich 1967 wieder in Betrieb.

## Umzeichnungen
Bei Auslieferung war am Fahrzeug nicht Normen gerecht FCe 3/4 90 angeschrieben, in den Rollmaterialstatistiken aber wurde es in der Regel korrekt als CFe 3/4 geführt.
Umzeichnungen: 1956 BFe 3/4 90, 1963 BDe 3/4 90, 1973 BDe 3/4 71

## Einsatz
Der Triebwagen wurde eher zurückhaltend eingesetzt. Neben den ersatzweise geführten Güterzügen wurde er vor allem vor den schweren Abonnementszügen und am Sonntag vor den Ausflugszügen eingesetzt, wenn die CFe 2/4 am Leistungslimit waren.
Ab 1971 war er reines Reservefahrzeug, und ab 1978 diente er nur noch als Vorheizanlage in Zürich Selnau.

## Verbleib
Nachdem das Fahrzeug nicht zu verkaufen war, wurde es 1989 abgebrochen.